# Брянское (Бахчисарайский район)
Бря́нское (до 1948 года Кочка́р-Эли́; укр. Брянське, крымскотат. Qoçqar Eli, Къочкъар Эли) — село в Бахчисарайском районе Республики Крым, в составе Плодовского сельского поселения (согласно административно-территориальному делению Украины — Плодовского сельсовета Автономной Республики Крым).

## Современное состояние
В селе 13 улиц, на 2009 год в Брянском, по данным сельсовета, при площади 84,2 гектара в 320 дворах проживало 969 человек, ранее одно из отделений винсовхоза Плодовое (с 19 августа 2014 года — госпредприятия «Крым-Вино» и «Плодовое-Агропродукт»), функционирует крестьянско-фермерское хозяйство «ТАЛ». Село связано автобусным сообщением с Симферополем, действуют детский сад комбинированного вида «Берёзка», фельдшерско-акушерский пункт, мечеть «Къочкъар-Эли джамиси», община Свидетелей Иеговы.

## Население
| 2001 | 2014 |
| ---- | ---- |
| 902  | ↗910 |

Всеукраинская перепись 2001 года показала следующее распределение по носителям языка
| Язык             | Процент |
| ---------------- | ------- |
| русский          | 67,18   |
| крымскотатарский | 27,16   |
| украинский       | 3,77    |
| другие           | 0,11    |

### Динамика численности
| - 1805 год — 58 чел. - 1864 год — 98 чел. - 1886 год — 86 чел. - 1887 год — 146 чел. - 1892 год — 95 чел. - 1902 год — 105 чел. - 1915 год — 92/78 чел. | - 1926 год — 243 чел. - 1939 год — 265 чел. - 1989 год — 793 чел. - 2001 год — 902 чел. - 2009 год — 969 чел. - 2014 год — 910 чел. |

## География
Брянское расположено в северо-западной части района, в нижнем течении реки Альмы, на левом склоне долины, в устье маловодной балки Сакав. До Бахчисарая и Симферополя расстояние от села по автодороге 35Н-019 Почтовое — Песчаное (по украинской классификации — С-0-10202) примерно одинаковое — около 33 километров, по шоссе 35Н-019 (О-0-10201 украинской классификации), через Внешнюю гряду Крымских гор до райцентра — около 23 км; железнодорожная станция Почтовая в 15 километрах. Соседнее село Каштаны практически на другом берегу реки, Дорожное — в 700 метрах выше по долине. До берега моря (село Песчаное) около 18 километров. Высота центра села над уровнем моря 81 м.

## Название
Историческое название села Кочкар-Эли, означает в переводе с крымскотатарского «баранья местность» (qoçqar — баран, el — местность, край).

## История
Невдалеке от села, на правом берегу балки Сакав, расположен позднескифский могильник «Заячье», представляющий обширный некрополь с разными типами погребальных сооружений: грунтовых могил и склепов в скальных пещерах. Здесь же был найден клад, позволяющий датировать время существования поселения, точнее гибели. Историки связывают его с вторжением на полуостров аланов и других варварских племён в начале III века — принято, что это 224 год. Документальных упоминаний Кочкар-Эли времён Крымского ханства пока не обнаружено, из Камерального Описания Крыма 1784 года известно, что деревня входила в Бакчисарайское каймаканство Бакчесарайскаго кадылыка. После присоединения Крыма к России (8) 19 апреля 1783 года, (8) 19 февраля 1784 года, именным указом Екатерины II сенату, на территории бывшего Крымского Ханства была образована Таврическая область и деревня была приписана к Симферопольскому уезду. После Павловских реформ, с 1796 по 1802 год, входила в Акмечетский уезд Новороссийской губернии. По новому административному делению, после создания 8 (20) октября 1802 года Таврической губернии, Кочкар-Эли административно включили в состав Актачинской волости Симферопольского уезда.
В Ведомости о всех селениях в Симферопольском уезде состоящих с показанием в которой волости сколько числом дворов и душ… от 9 октября 1805 года, в деревне записано 15 дворов, в которых проживало 58 крымских татар. На военно-топографической карте генерал-майора Мухина 1817 года деревня, почему-то, не обозначена, но в 1829 году, после волостной реформы, Кочкар-Эли, как жилую, приписали к Яшлавской волости того же уезда. На карте 1836 года в деревне 17 дворов, а на карте 1842 года селение обозначили условным знаком «малая деревня (менее 5 домов)» — видимо, сокращение населения связано с неоднократной эмиграцией в XIX веке крымских татар в Турцию.
В 1860-х годах, после земской реформы Александра II, деревню приписали к Мангушской волости. В «Списке населённых мест Таврической губернии по сведениям 1864 года», составленном по результатам VIII ревизии 1864 года, Кочкар-Эли — общинная татарская деревня с владельческими дачами, 19 дворами, 98 жителями и мечетью при реке Альме, на трёхверстовой карте Шуберта 1865—1876 года — 15 дворов. На 1886 год в деревне Кочкор-Эль, согласно справочнику «Волости и важнѣйшія селенія Европейской Россіи», проживало 86 человек в 16 домохозяйствах, действовала мечеть.
В опубликованных в Памятной книге Таврической губернии 1889 года результатах Х ревизии 1887 года в деревне числилось 146 жителей в 32 дворах (на верстовой карте 1890 года — 30 дворов с крымскотатарским населением).
После земской реформы 1890 года деревню отнесли к Тав-Бадракской волости. Согласно «…Памятной книжке Таврической губернии на 1892 год», в селе Кочкар-Эль, входившем в Биюк-Яшлавское сельское общество, было 95 жителей, на собственной земле, в 16 домохозяйствах. По «…Памятной книжке Таврической губернии на 1902 год» в деревне числилось 105 жителей в 18 дворах. По Статистическому справочнику Таврической губернии. Ч.II-я. Статистический очерк, выпуск шестой Симферопольский уезд, 1915 год, в селе Кочкар-Эль Тав-Бодракской волости Симферопольского уезда числилось 40 дворов с татарским населением в количестве 92 человек приписных жителей" и 78 — «посторонних». Во владении было 600 десятин земли, 21 двор владел частными угодьями и 19 — безземельных. В хозяйствах имелось 30 лошадей, 4 волов, 30 коров, 10 телят и жеребят и 500 голов мелкого скота.

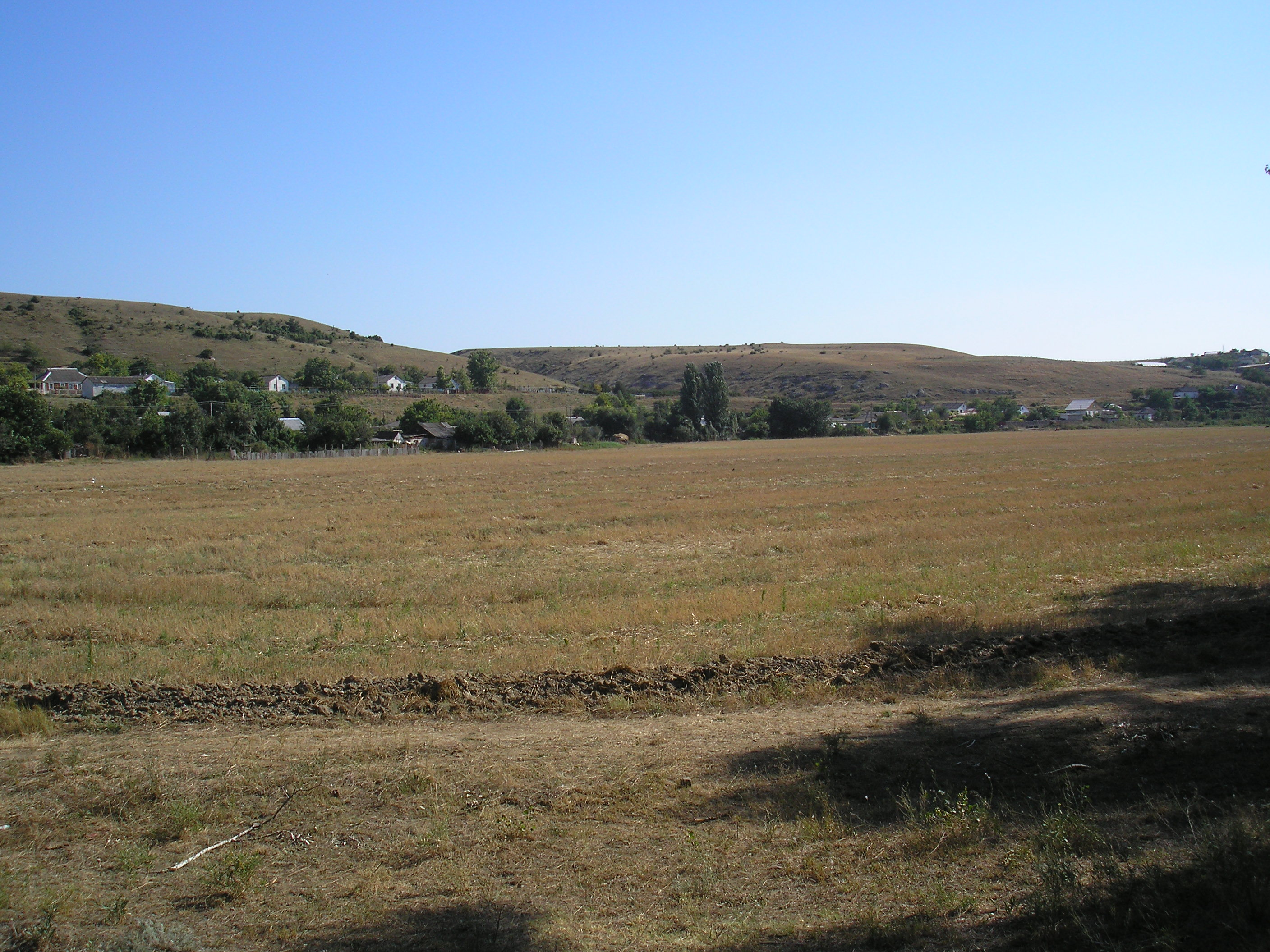
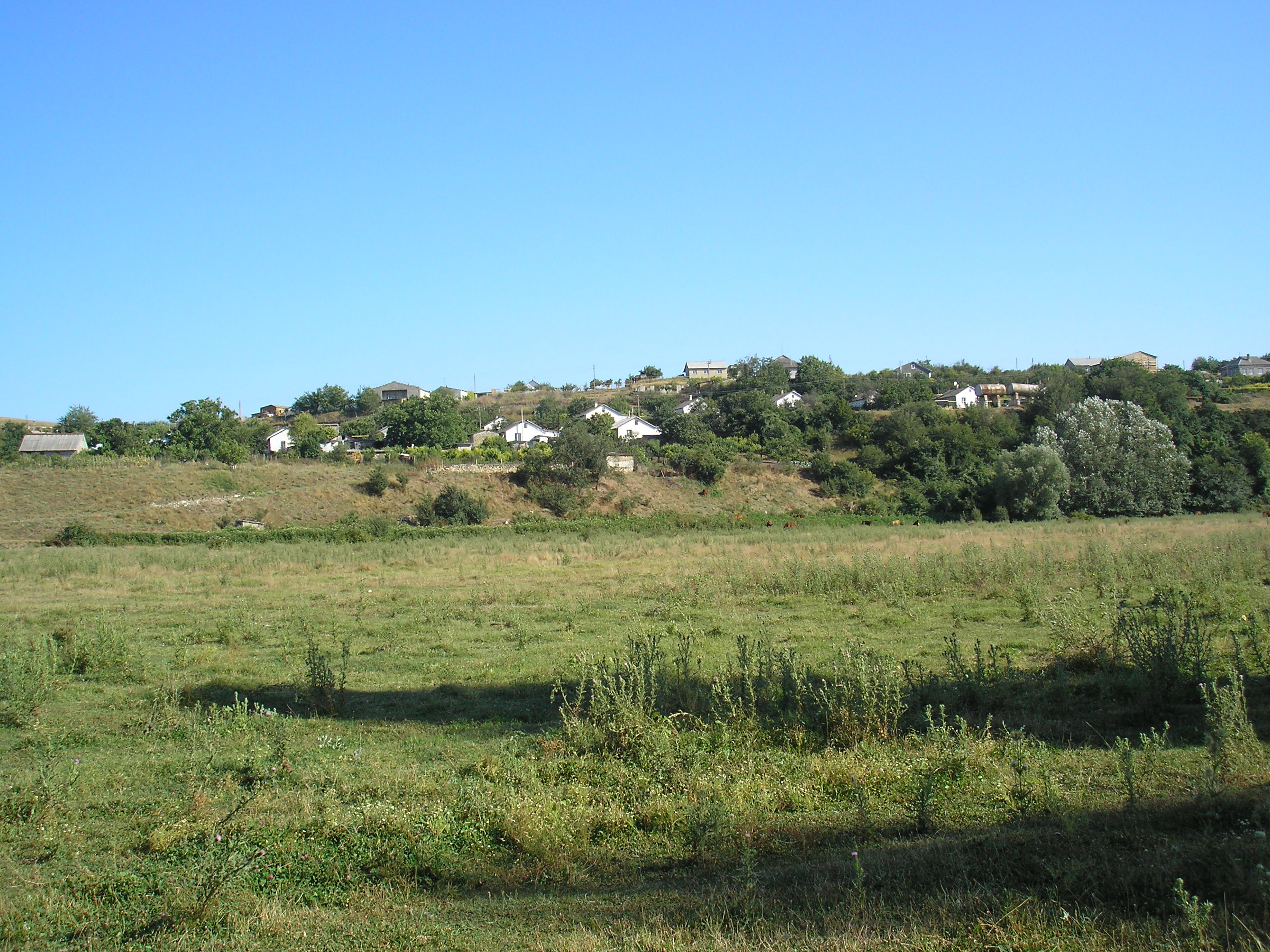
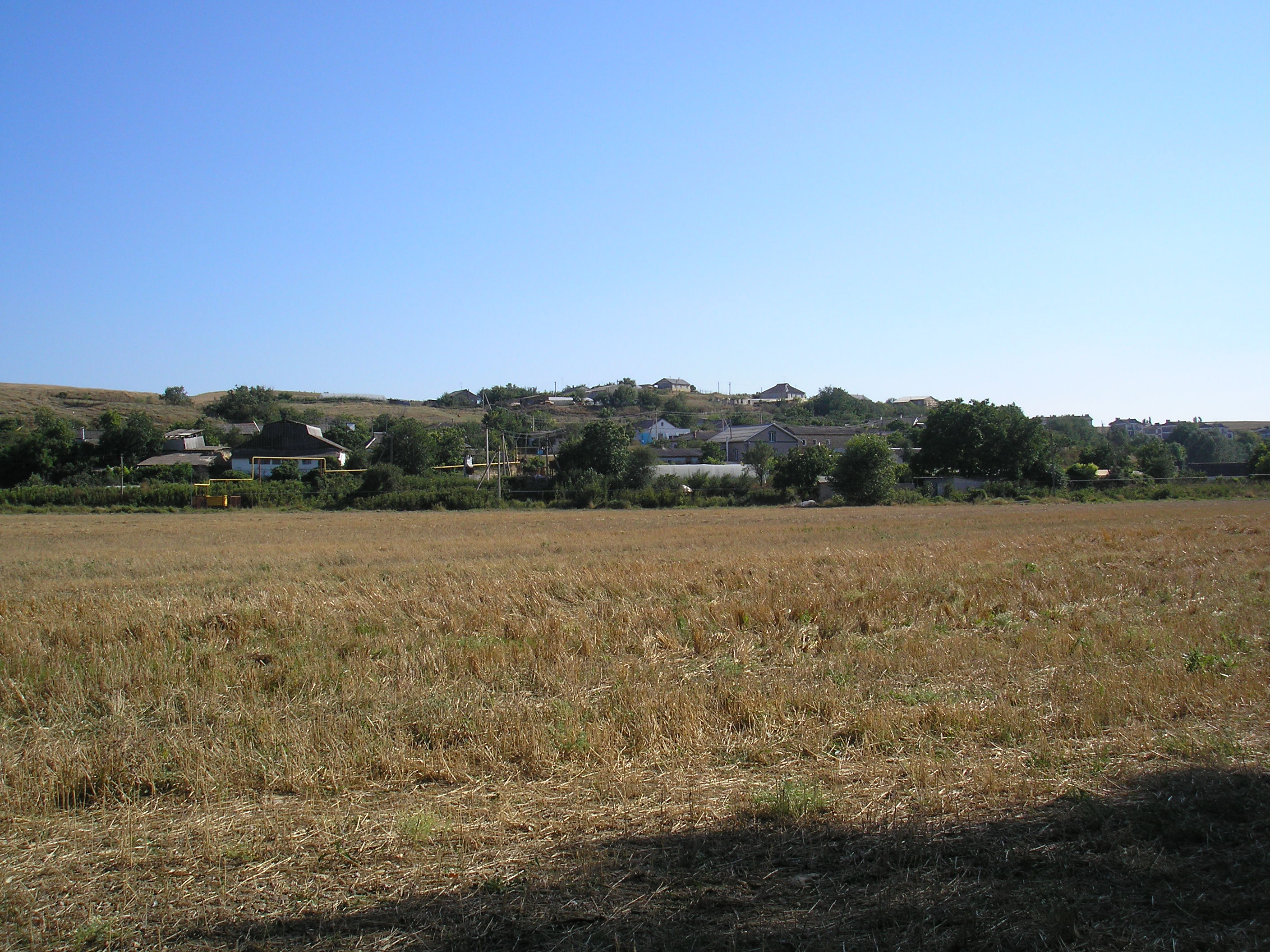
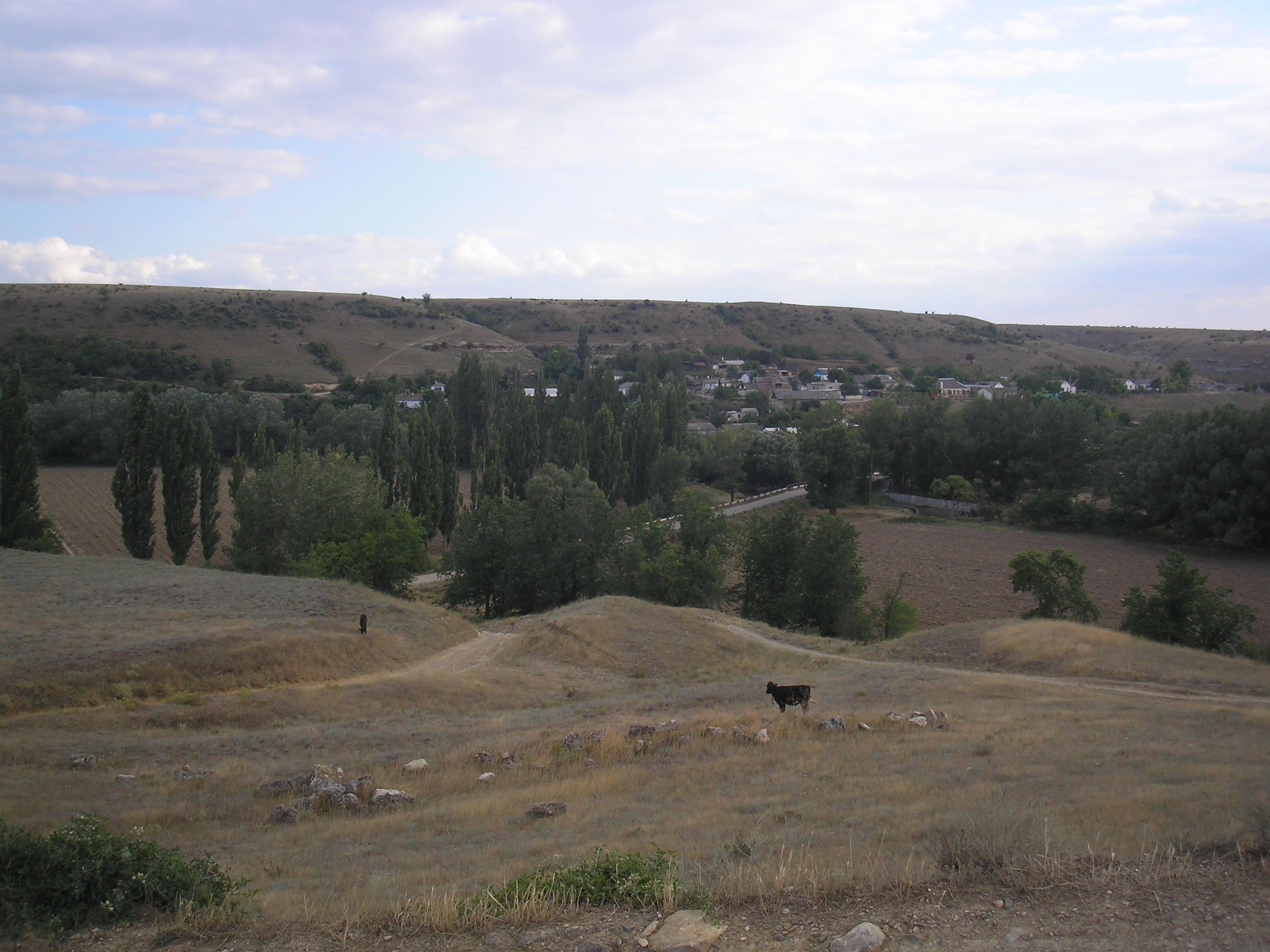
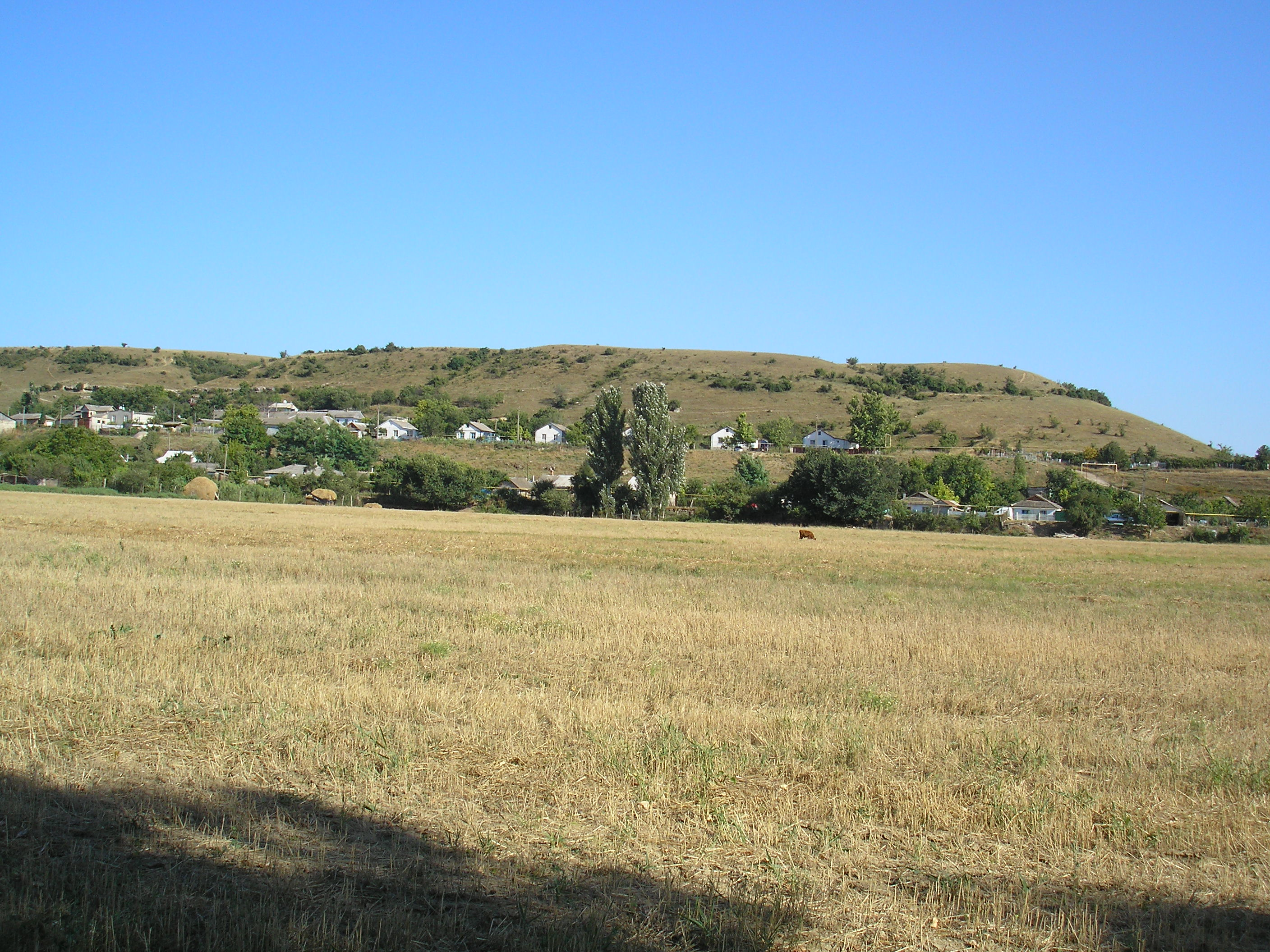

После установления в Крыму Советской власти, по постановлению Крымревкома от 8 января 1921 года была упразднена волостная система и село включили в состав вновь созданного Подгородне-Петровского района Симферопольского уезда, а в 1922 году уезды получили название округов. 11 октября 1923 года, согласно постановлению ВЦИК, в административное деление Крымской АССР были внесены изменения, в результате которых был ликвидирован Подгородне-Петровский район и образован Симферопольский и село включили в его состав. Согласно Списку населённых пунктов Крымской АССР по Всесоюзной переписи 17 декабря 1926 года, в селе Кочкар-Эли, Бий-Элинского сельсовета Симферопольского района, числилось 59 дворов, из них 51 крестьянский, население составляло 243 человека (120 мужчин и 123 женщины), все татары, действовала татарская школа, а к началу войны приближалось к трём сотням. К 1940 году село, вместе с сельсоветом, переподчинили Бахчисарайскому району. По данным всесоюзная перепись населения 1939 года в селе проживало 265 человек.
После освобождения Крыма, по Постановлению ГКО № 5859 от 11 мая 1944 года, все крымские татары были депортированы в Среднюю Азию, а уже 12 августа 1944 года было принято постановление № ГОКО-6372с «О переселении колхозников в районы Крыма», по которому в район из Орловской и Брянской областей РСФСР в район переселялись 6000 колхозников. С 25 июня 1946 года Кочкар-Эли в составе Крымской области РСФСР, 18 мая 1948 года, указом Президиума Верховного Совета РСФСР, Кочкар-Эли переименовали в Брянское. 26 апреля 1954 года Крымская область была передана из состава РСФСР в состав УССР, в августе того же года был ликвидирован Брянский сельсовет и присоединён к Плодовскому. В начале 1960-х годов к Брянскому присоединили соседнее село Балки. По данным переписи 1989 года в селе проживало 793 человека. С 12 февраля 1991 года село в восстановленной Крымской АССР, 26 февраля 1992 года переименованной в Автономную Республику Крым. С 21 марта 2014 года в составе Крыма аннексировано Россией.